# Valentin Zarnik
Valentin Zarnik, slovenski pravnik, politik in pisatelj, * 14. februar 1837, Repnje, † 30. marec 1888, Ljubljana.
Spadal je med liberaliste iz skupine mladoslovencev, ki so se trudili med narodom zbuditi narodno zavest in želeli čim hitreje priti do večjih pravic za ljudstvo in jezik. Leta 1869 je bil izvoljen v kranjski deželni zbor.

## Življenje in delo
Rodil se je v Repnjah kot najstarejši sin Jurija Zarnika, ki je bil delavec v cukrarni. Mati mu je bila Ana (rojena Špelak). Zaradi manjšega zaslužka ni imel niti svoje hiše niti zemlje, zato so živeli zelo skromno. Vzgoja staršev je bila zelo stroga, vendar pa je oče poudarjal pomen izobrazbe in šolanja, ki ga je vsem svojim otrokom omogočal. Valentin je prvič stopil v šolo leta 1842 v Šentpetru, kjer je bil sošolec s Franom Erjavcem, s katerim se je spoprijateljil in ostal prijatelj do konca življenja. 
Leta 1848 je vstopil v gimnazijo, kjer je s sošolci literarno deloval v skupini vajevci pod vodstvom Simona Jenka. Po maturi je odšel na Dunaj, kjer se je vpisal na filozofsko fakulteto, kjer je študiral zgodovino. Tam je v Glasniku objavil nekaj svojih povesti, pisal pa je tudi humoristične spise. Kasneje je ustvarjal predvsem na področju tako imenovane feljtonistike oziroma podlistkov. V njegovem času je ime veljalo za oznako žanra, danes z njim označujemo le pisanje pod črto v časopisu. Tu je literarne zasnove kombiniral z aktualnimi političnimi, kulturnimi in družbenimi temami.  Pogosto se je v njih približal satiri. Spadal je med prve pisce feljtonov v časopisu Slovenskem narodu. V njih je opisoval tudi svoje navdušenje nad pogumnim bojem Francozov s Prusi leta 1870. Tu se vidijo njegove simpatije do svobodoljubja in francoske revolucije. 
Pri Slovenskem narodu je sodeloval predvsem z urednikom Josipom Jurčičem. Slednji mu je bil srednje naklonjen, saj kljub navdušenosti nad objavljanjem besedil Zarnik ni bil preveč prizadeven pisec. Na njegov račun se je z objavljeno karikaturo v eni od številk Pavlihe pošalil tudi Fran Levstik.